# SN 2007ll
SN 2007ll – supernowa typu II-? odkryta 3 października 2007 roku w galaktyce A015840-0014. W momencie odkrycia miała maksymalną jasność 20,50m.